# Vrgorac
Vrgorac est une ville et une municipalité située en Dalmatie, dans le comitat de Split-Dalmatie, en Croatie. Au recensement de 2001, la municipalité comptait 7 593 habitants, dont 98,91 % de Croates et la ville seule comptait 2 188 habitants.

## Personnalités de Vrgovac

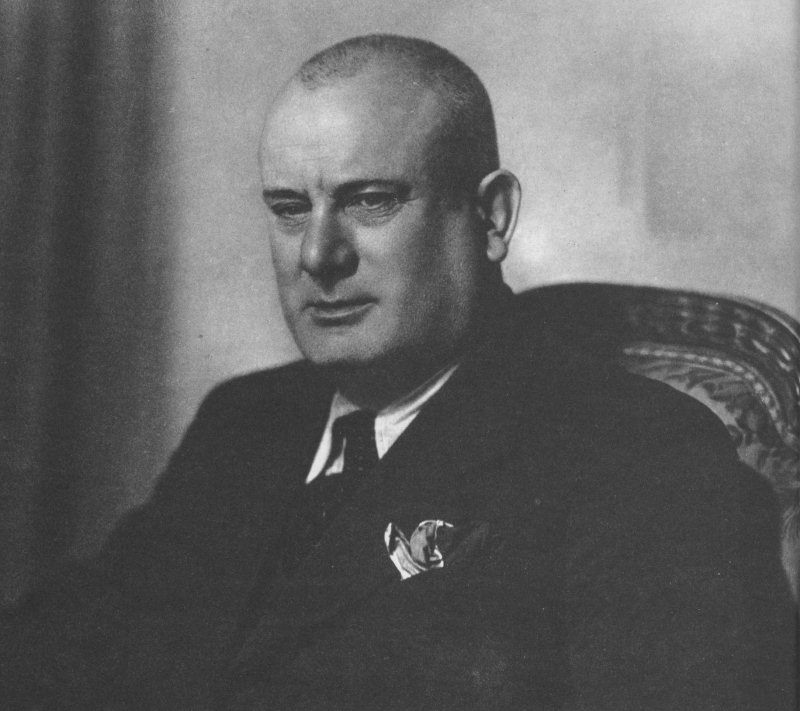
Tin Ujevic

- Tin Ujević, poète ;
- Mateo Roskam, footballeur.

## Localités
La municipalité de Vrgorac compte 25 localités 
| - Banja - Dragljane - Draževitići - Duge Njive - Dusina - Kljenak - Kokorići | - Kotezi - Kozica - Kutac - Mijaca - Orah - Podprolog | - Poljica Kozička - Prapatnice - Rašćane - Ravča - Stilja - Umčani | - Veliki Prolog - Vina - Višnjica - Vlaka - Vrgorac - Zavojane |